# Stanisław Dżułyński
Stanisław Dżułyński ps. Miś (ur. 27 sierpnia 1924 w Samborze, zm. 28 czerwca 2001 w Krakowie) – polski geolog, sedymentolog.

## Życiorys
Szkołę powszechną i 11-latkę ukończył we Lwowie. W 1945 podjął studia geologiczne w Zakładzie Geologii na Uniwersytecie Jagiellońskim. W 1949 uzyskał dyplom z geologii za pracę wykonaną pod kierunkiem prof. Mariana Książkiewicza. W 1946, jeszcze w trakcie studiów, został zatrudniony w Zakładzie Geologii UJ na stanowisku młodszego asystenta. W 1949 został starszym asystentem. W 1950 objął stanowisko adiunkta w Muzeum Ziemi.
W 1951 uzyskał stopień doktora filozofii na Uniwersytecie Jagiellońskim na podstawie pracy Powstanie wapieni skalistych jury krakowskiej. W 1953 opublikował pracę Tektonika południowej części Wyżyny Krakowskiej. Na jej podstawie w 1956 został mianowany docentem. W 1964 został mianowany profesorem nadzwyczajnym, a w 1973 profesorem zwyczajnym.
W 1955 został kierownikiem Pracowni Geologiczno-Stratygraficznej przy Polskiej Akademii Nauk. Od 1957 do 1966 pracował w Zakładzie Nauk Geologicznych PAN. Następnie przeniósł się do Zakładu Geomorfologii Instytutu Geografii PAN, a w 1971 do Instytutu Nauk Geologicznych PAN, gdzie pracował do 1991.
W 1989 prowadził przez jeden semestr wykłady z sedymentologii na Uniwersytecie Hebrajskim w Jerozolimie.
W 1991 objął stanowisko profesora w Zakładzie Geologii na Uniwersytecie Jagiellońskim. Sprawował je do przejścia na emeryturę w 1994.
Był członkiem honorowym Geological Society of London (od 1965), Geological Society of America (od 1975) i Academia Scientiarum et Artium Europea w Salzburgu (od 1991), członkiem Polskiej Akademii Umiejętności, od 1973 członkiem korespondentem, od 1986 członkiem rzeczywistym Polskiej Akademii Nauk oraz członkiem Polskiego Towarzystwa Geologicznego. Twórca sedymentologii eksperymentalnej.
22 listopada 1996 Uniwersytet Warszawski przyznał mu tytuł doktora honoris causa.
Został pochowany na cmentarzu Bronowickim w Krakowie kw. XVI rz. 6.